# Thyenula juvenca
Thyenula juvenca es una especie de araña saltarina del género Thyenula, familia Salticidae. Fue descrita científicamente por Simon en 1902.
Habita en Sudáfrica.